# Acajutiba
Acajutiba est une municipalité brésilienne de l'État de Bahia et la microrégion d'Alagoinhas.
L’acteur Dodi Talbi y est originaire.